# Johan de Groot (politicus)
J.G. (Johan) de Groot (circa 1943) is een Nederlands politicus van de ARP en later het CDA.
Hij was adjunct-directeur bij een lts in Gorkum en daarnaast betrokken bij de lokale politiek in Lienden voor hij in september 1977 benoemd werd tot burgemeester van de drie gemeenten Groot-Ammers, Langerak en Nieuwpoort als opvolger van Huib Boer die burgemeester van Reimerswaal was geworden. Deze drie Zuid-Hollandse gemeenten hadden al lange tijd gezamenlijk een burgemeester. Op 1 januari 1986 fuseerde dit drietal met de gemeente Streefkerk tot de gemeente Liesveld waarvan hij toen de burgemeester werd. In 1992 volgde zijn benoeming tot burgemeester van Harderwijk wat De Groot tot eind 2004 zou blijven. In oktober 2005 werd hij waarnemend burgemeester van Urk als tijdelijke vervanging van Dick Schutte tegen wie een strafrechtelijk onderzoek was ingesteld. Nadat Schutte was veroordeeld nam deze eind 2005 ontslag. In juli 2006 werd De Groot in Urk opgevolgd door Jaap Kroon.